# Forcipomyia maura
Forcipomyia maura är en tvåvingeart som först beskrevs av Jean-Jacques Kieffer 1918.  Forcipomyia maura ingår i släktet Forcipomyia och familjen svidknott.
Artens utbredningsområde är Moçambique. Inga underarter finns listade i Catalogue of Life.